# Rudolf Zobel
Rudolf Zobel (10. září 1869, Jílové u Prahy, Rakousko-Uhersko – 19. února 1936, Prachatice, Československo) byl v Čechách žijící německý projektant a stavitel.

## Život
Narodil se do smíšené rodiny (jeho otec Adolf Zobel, kontrolor v Lešanech, pocházel z Tyrolska, jeho matka Barbora, rozená Springerová byla česká měšťanka). Předkové Rudolfa Zobela byli rovněž stavitelé (např. Josef Zobel, který byl jeho dědem, vyprojektoval několik domů na Malé Straně a na Hradčanech.) Rudolf Zobel vystudoval stavitelství a v roce 1898 se přestěhoval do Prachatic. O dva roky později vstoupil do Jednoty stavitelské v království Českém.
Rudolf Zobel zemřel ve věku 66 let v Prachaticích.

### Rodinný život
Dne 24. října 1899 se oženil s Marií Machartovou (1872–??). V roce 1902 se jim narodil syn Rudolf (pozdější stavitel Rudolf Zobel mladší)., další syn se jmenoval Josef.

## Dílo
V Prachaticích, které tehdy procházely na přelomu 19. a 20. století modernizací a dramatickým rozvojem, byly Rudolfu Zobelovi svěřeny některé projekty nových veřejných staveb. Mezi ně patřila například nemocnice (projekt však nakonec byl svěřen jinému staviteli), Nová radnice, studentský dům apod.

## Zajímavost
Protičeské smýšlení Rudolfa Zobela zaznamenal tisk v roce 1903, kdy Rudolf Zobel nutil své dělníky pod výhrůžkou propuštění, aby děti neposílali do české, ale do německé školy.